# توني كارول (معالج نفسي)
توني كارول (بالإنجليزية: Tony Carroll)‏ هو معالج نفسي أمريكي، ولد في 1941، وتوفي في 29 ديسمبر 2015.